# Zoltin Peeter
Zoltin Peeter (Amsterdam, 12 november 1942 – Hallum, 2019) was een Nederlands beeldend kunstenaar. 

## Biografie
Peeter werd geboren als Peter Zwier. Zijn vader was kunstschilder Dick Zwier. Na de middelbare school gaat hij naar het Instituut voor Kunstnijverheidsonderwijs, de latere Gerrit Rietveld Academie. Uit die tijd dateert zijn pseudoniem. Eén Zwier in de kunst was wel genoeg, vond hij.

### Makro-etsen
Zoltin Peeter legt zich eerst toe op het etsen. Daarbij bakent hij voor zichzelf een geheel nieuw domein af: de ets op enorm formaat die hij ‘makro-ets’ noemt. Hij laat zich niet beperken door de afmetingen van zijn pers. Door zinkplaten aan elkaar te lijmen, kan hij zijn werk zo langgerekt maken als hij maar wil. De makro-ets is een succesvol concept. Al voor zijn 25e wordt Peeters kunst geëxposeerd in gerenommeerde galeries en musea, waaronder het Groninger Museum, het Van Abbemuseum, het Stedelijk Museum, Museum Boijmans Van Beuningen en Museum De Lakenhal. En hij wint in 1961 ook een internationale prijs, de Prix Fondation Européenne de la Culture. 

### Shadow-Case Productions
Na een vervolgstudie aan het Nationaal Hoger Instituut in Antwerpen keert Peeter terug naar Nederland. Daar ontstaat ander werk: de Shadow-Case Productions, een concept van geometrisch twee- en driedimensionaal werk waarin licht en schaduw een grote rol spelen. Het zal zijn kunst opnieuw in de grote musea brengen. Behalve etsen omvatten de Shadow-Case Productions ook sculpturen. In 1976 verhuist Peeter naar Friesland, uit verlangen naar rust en ruimte. Eerst woont hij in het dorp Oostrum, later in Hallum. Hij wordt ook docent aan de Academie voor Kunst en Industrie in Enschede, een baan die hij 25 jaar lang zal aanhouden.

### Natuurbeelden
Een studiereis naar de Verenigde Staten halverwege de jaren 1980 brengt Peeter op het spoor van een nieuw thema. Aan de westkust komt hij onverwacht oog in oog te staan met een waterval die grote indruk op hem maakt.Hij besluit op zoek te gaan naar andere watervallen en dat brengt hem naar IJsland en Noorwegen. Zijn fascinatie verbreedt zich daar gaandeweg tot de gehele noordelijke natuur. Zoltin Peeter zal zich de rest van zijn leven met dit onderwerp bezighouden. De grootsheid van zijn natuurervaringen vertaalt hij in tekeningen en sculpturen die zich kenmerken door een onderscheidende eigen beeldtaal.

### Gerrit Benner Prijs
Peeter blijft volop exposeren. Hij heeft solotentoonstellingen en neemt deel aan groepsexposities. Hoogtepunten zijn de solo’s in het Groninger Museum en het Fries Museum, de laatste naar aanleiding van de Gerrit Benner Prijs voor Beeldende Kunst die in 2009 aan hem wordt uitgereikt.

### Laatste jaren
Begin 2019 wordt bij Peeter slokdarmkanker geconstateerd. Hij kiest voor euthanasie. Nadat hij die beslissing genomen heeft, stopt hij met tekenen. Hij stelt nog wel alles in het werk om twee exposities te regelen: in Obe in Leeuwarden in 2020 en in Museum Belvédère in Heerenveen in 2022. Zoltin Peeter sterft thuis, op zijn boerderij in Hallum, op 15 mei 2019.

## Solotentoonstellingen
- 1962 - De Paardenburg, Ouderkerk aan de Amstel
- 1964 - Galerie Krikhaar, Amsterdam
- 1964 - Galerij Van Loo, Antwerpen
- 1967 - Kunstzaal Fenna de Vries, Rotterdam
- 1971 - Stedelijk Museum De Lakenhal, Leiden; Stedelijk Museum, Schiedam
- 1974 - Stedelijk Museum, Schiedam
- 1975 - Galerie Tanit, München
- 1977 - 't Coopmanshûs, Franeker; De Vishal, Frans Hals Museum, Haarlem
- 1982 - De Kunstzaal, Hengelo
- 1985 - 't Coopmanshûs, Franeker
- 1992 - 't Coopmanshûs, Franeker; Gallery Nine, Amsterdam
- 1998 - Kunstruimte Wagemans, Beetsterzwaag
- 1999 - Galerie Nanky de Vreeze, Amsterdam
- 2007 - Groninger Museum, Groningen
- 2010 - Fries Museum, Leeuwarden
- 2020 - Noordzicht, tentoonstelling in OBE, Leeuwarden

- Gemeinsame Normdatei: 174327897
- International Standard Name Identifier: 0000 0003 7024 5727
- Nederlandse Thesaurus van Auteursnamen: 070911266
- RKD-Nederlands Instituut voor Kunstgeschiedenis: 62351
- Virtual International Authority File: 241674711
- WorldCat: E39PBJp9yvX34MKbRT6MKhXWXd